# Stenoproctus similis
Stenoproctus similis är en tvåvingeart som beskrevs av Smith 1969. Stenoproctus similis ingår i släktet Stenoproctus och familjen puckeldansflugor. Inga underarter finns listade i Catalogue of Life.